# 阿迪露毛氈苔
阿迪露毛氈苔（學名：Drosera adelae），亦有人稱為「阿帝露毛氈苔」是原產於澳大利亚昆士兰的特有毛氈苔。

## 物種描述
阿迪露毛氈苔是一种热带多年生植物，從基底莲座上长出长长的剑形叶片。像大多数其他的茅膏菜屬的物种一样，叶子上覆盖着腺毛，會分泌出捕获猎物的黏液。 本物種与其他茅膏菜不同，觸角的運動缓慢到几乎无法察觉。  叶子呈現狭长的披针形，通常长10-25厘米（4-10英寸），宽7-10毫米。叶子的下表面是无毛的，叶柄非常短或幾乎没有。花序是单侧的总状花序，长达35厘米(14英寸)，6月到11月會開出红色、红橙色或奶油色的花，五片花瓣产生一个完美的五边形。
阿迪露毛氈苔主要通过无性繁殖的方式迅速繁殖，从蔓延的根部生成新的小植株，这意味着这个物种经常被发现是叢聚生長。

## 分布與生長習性
阿迪露毛氈苔通常生长在澳大利亚东北部雨林的陰影處边缘，在小溪沿岸的沙质土壤中或瀑布附近的潮湿岩石上。本种原产于澳大利亚昆士兰州欣钦布鲁克岛的罗金汉湾。它与其他两種密切相关的昆士兰毛氈苔：叉蕊毛氈苔和負子毛氈苔有相似的栖息地。 因此被非正式地称为昆士兰三姐妹。

## 培养
虽然它是一种热带植物，但阿迪露毛氈苔对霜冻有一定的耐受性，在短期的寒冷温度略低于冰点后，它可以从根部重生。 与它的近亲負子毛氈苔和叉蕊毛氈苔相比，它可以在更明亮的光线、更少的湿度和更低的温度下生长。在低光照条件下，叶子通常更绿，植物可以长到一英尺的直径，但更强的光照会使植物产生更短的、青铜色的叶片。